# Жигунов, Михаил Михайлович
Михаил Михайлович Жигунов (1899 — 1940) — деятель органов государственной безопасности, член тройки НКВД по Оренбургской области, майор государственной безопасности.

## Биография
Родился в русской семье. Член РКП(б) c августа 1920 и с того же года на работе в органах государственной безопасности. До 9 мая 1937 заместитель наркома внутренних дел Башкирской АССР, затем отозван в распоряжение отдела кадров НКВД СССР. В том же 1937 некоторое время являлся помощником начальника управления НКВД по Оренбургской области и членом тройки. С 14 июня того же года являлся начальником управления НКВД и членом тройки по Ойротской автономной области. 19 июня 1938 арестован, при этом уволен в связи с арестом лишь 4 сентября. Военным трибуналом войск НКВД Западно-Сибирского округа 10 октября 1939 приговорён к ВМН. Определением Верховного суда РФ от 14 марта 2013 в реабилитации отказано.   